# دیپا مالک
دیپا مالک (انگلیسی: Deepa Malik؛ زادهٔ ۳۰ سپتامبر ۱۹۷۰) ورزشکار پرتاب وزنه اهل هند است.
وی در مسابقات کشوری و بین‌المللی در مجموع برندهٔ ۳ مدال نقره، ۳ مدال برنز شده‌است.